# 岡安大仁
岡安 大仁（おかやす まさひと、1924年1月9日 - 2017年1月12日）は栃木県出身の医学者。

## 来歴
栃木町入舟町（現・栃木市入舟町）に生まれる。旧制栃木県立栃木中学校を経て、日本大学医学部卒業。元日本大学医学部教授。
元日本歯科大学客員教授。ピースハウス病院ホスピス最高顧問。信愛病院ホスピス棟顧問。
兄の岡安恒武は詩人・歯科医、その妻の岡安歌子は日本画家であった。

## 著書

### 単著
- 気道・肺疾患の救急初期治療（南山堂、1983年）
- 呼吸器病のすべて かぜ、ぜんそくから肺がんまで（講談社、1990年）
- 標準看護学講座17（金原出版、1992年）
- ターミナルケアの原点（人間と歴史社、2001年）
- 生きる。「今」を支える医療と福祉（人間と歴史社、2004年）
- ナースのための聴診スキルの教室（学習研究社、2007年）

### 共著
- （岩崎栄）呼吸器病ケーススタディ（医学書院、1985年）